# Fresnes-en-Tardenois
Fresnes-en-Tardenois är en kommun i departementet Aisne i regionen Hauts-de-France i norra Frankrike. Kommunen ligger  i kantonen Fère-en-Tardenois som ligger i arrondissementet Château-Thierry. År 2022 hade Fresnes-en-Tardenois 278 invånare.

## Befolkningsutveckling
Antalet invånare i kommunen Fresnes-en-Tardenois
Referens: INSEE